# Beatriz Gómez Cortés
Beatriz Gómez Cortés (29 de desembre de 1994 a Pontevedra) és una esportista olímpica espanyola que competeix en natació.
Entre els seus millors resultats destaquen el Campionat Mundial Júnior en 200 metres estils assolit a Lima, el quart lloc a l'Europeu Absolut en Piscina Curta d'Eindhoven en 2010 en la modalitat de 200 metres braça i un sisè lloc en 400 metres lliures en el Campionat d'Europa Absolut disputat a Chartres (França).

## Palmarès internacional
| Any  | Esdeveniment             | Lloc         | Posat | Categoria    |
| ---- | ------------------------ | ------------ | ----- | ------------ |
| 2011 | Campionat Mundial Junior | Lima ( Perú) | Or    | 200 m estils |